# Brandy de xérès

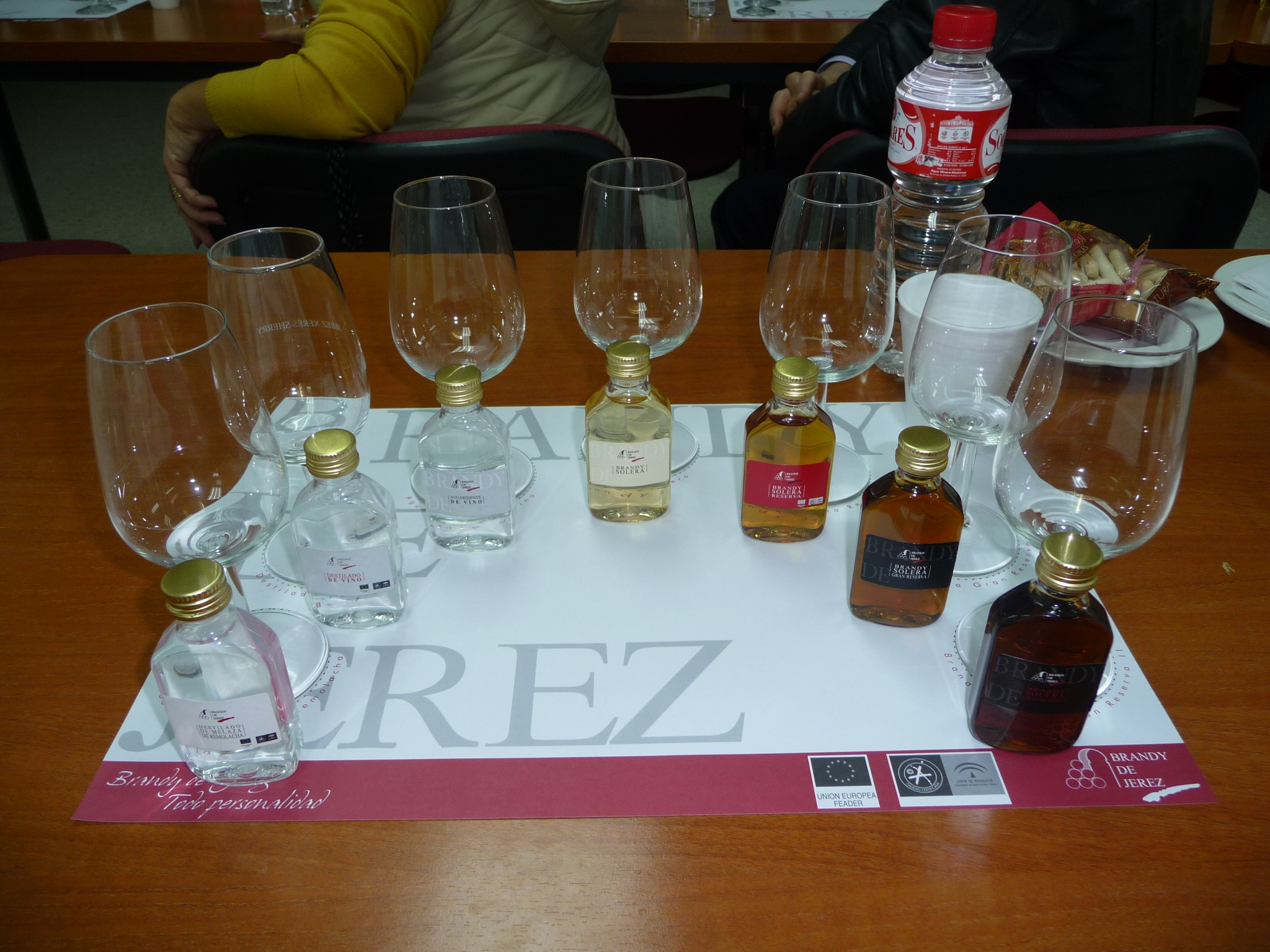
Différentes bouteilles de brandy de xérès.

Le brandy de xérès (espagnol : brandy de Jerez) est une eau-de-vie espagnole produite dans le marc de xérès, obtenue à partir de la distillation de vins jeunes et fruités tout à fait aptes à la consommation, et de son vieillissement ultérieur dans des fûts de xérès (fûts de chêne américain de 500 litres ou fûts ayant déjà contenu une partie des vins de sherry). Ce distillat est commercialisé avec une teneur en alcool comprise entre 36 et 45 % en vol.
Le brandy de xérès est, avec le cognac et l'armagnac français, l'un des rares spiritueux obtenus à partir de la distillation des vins de la meilleure qualité. Le terme brandy est une adaptation du terme néerlandais original brandewijn ou vin brûlé. Bien que la date exacte de la naissance du brandy de xérès ne soit pas connue, la tradition orale attribue son apparition à un retard dans la livraison d'une eau-de-vie pour la Hollande, qui, en reposant dans des fûts de chêne déjà remplis de vins de Xérès, a vieilli et a commencé à acquérir des qualités de finesse et de saveur.

## Région de production
Le brandy de xérès est produit dans le marc de xérès (comprenant les villes de Jerez de la Frontera, El Puerto de Santa María et Sanlúcar de Barrameda). Cette région du sud de l'Espagne possède son propre microclimat où le vent frais et humide poniente (provenant de l'océan Atlantique) rencontre son opposé, le vent sec et chaud levante pour équilibrer les thermomètres à une moyenne annuelle de 17,3 ºC. D'autre part, l'humidité est supérieure à 65 %. Les 3 000 et 3 200 heures d'ensoleillement par an et les 600 litres de pluie par mètre carré irriguent et nourrissent les vignes.